# Sturnira aratathomasi
Sturnira aratathomasi (Peterson & Tamsitt, 1968) è un pipistrello della famiglia dei Fillostomidi diffuso nell'America meridionale.

## Descrizione

### Dimensioni
Pipistrello di medie dimensioni, con la lunghezza della testa e del corpo tra 88 e 101 mm, la lunghezza dell'avambraccio tra 54,8 e 62 mm, la lunghezza del piede tra 17 e 21 mm, la lunghezza delle orecchie tra 19 e 22 mm e un peso fino a 54 g.

### Aspetto
La pelliccia è lunga, soffice e lanosa, con i singoli peli a quattro colori. Le parti dorsali sono bruno-nerastre con la base bianca e la testa che varia dal giallo-brunastro al bruno-olivastro, mentre le parti ventrali sono bruno-grigiastre. Il muso è corto e largo. La foglia nasale è ben sviluppata e lanceolata, con la porzione anteriore saldata al labbro superiore. Le orecchie sono corte, triangolari, con l'estremità arrotondata ed ampiamente separate. Il trago è corto ed affusolato. Le membrane alari sono nerastre e attaccate posteriormente sulle caviglie. È privo di coda e di calcar, mentre l'uropatagio è ridotto ad una frangia di peli lungo la parte interna degli arti inferiori. Il cariotipo è 2n=30 FNa=56.

## Biologia

### Comportamento
Si rifugia probabilmente all'interno delle grotte.

### Alimentazione
Si nutre di frutta, polline e nettare.

### Riproduzione
Danno alla luce un piccolo alla volta l'anno. Femmine gravide sono state catturate nel mese di febbraio ed agosto.

## Distribuzione e habitat
Questa specie è diffusa nel Venezuela occidentale, Colombia, Ecuador e Perù settentrionale.
Vive nelle foreste pedemontane e montane tra 1.000 e 3.800 metri di altitudine.

## Conservazione
La IUCN Red List, considerato l'habitat fortemente frammentato e parte di esso rapidamente convertito in culture, classifica S.aratathomasi come specie prossima alla minaccia di estinzione (Near Threatened).